# Detlev Kohlmeier
Detlev Kohlmeier (* 1961 in Minden) ist ein deutscher parteiloser Kommunalpolitiker. Er ist seit dem 1. November 2011 Landrat des Landkreises Nienburg/Weser.

## Werdegang
Kohlmeier war nach einem dualen Verwaltungsstudium an der Fachhochschule für Kommunale Verwaltung in Hannover (1980–1983) zunächst Verwaltungsbeamter beim Landkreis Nienburg/Weser. Zum 1. Januar 1986 wechselte als Allgemeiner Vertreter des Samtgemeindedirektors zur Samtgemeinde Marklohe. Nach gut 10 Jahren in dieser Funktion wählte ihn der Samtgemeinderat im Juli 1996 zum Samtgemeindedirektor. Nach Einführung der Eingleisigkeit in Niedersachsen wurde Kohlmeier 2001 bei der ersten Direktwahl und – nach Ablauf der ersten Amtszeit – 2006 erneut zum Samtgemeindebürgermeister gewählt. 
2011 trat er bei der Kommunalwahl erstmals für das Amt des Landrates im Landkreis Nienburg/Weser an und erhielt hierbei Unterstützung von der SPD und den Grünen. Er setzte sich damals gegen den Kandidaten der CDU durch und wurde mit rund 31.000 Stimmen zum neuen Landrat gewählt. Zur Wiederwahl 2019 wurde er von SPD, CDU und Grünen unterstützt. Er wurde mit rund 81 % der Stimmen wiedergewählt.
Kohlmeier ist verheiratet und hat drei Kinder.